# Стадион Индепенденција
Стадион Индепенденција (порт. Estádio Raimundo Sampaio), је стадион у Бело Оризонтеу, МЖ, Бразил. Изграђен је 1947. године, власништво фудбалског клуба Атлетико Минеиро и кориштен за Првенство Јужне Америке у фудбалу 1949. године и 1950. у Бразилу. Оригинално је имао капацитет од 30.000 али после реконструкције 2010. и 2012. године капацитет ја пао на око 23.000 места.
До дефункционализације стадион је припадао ФК Сете де Сетембро (МЖ), и то је разлог стадионовог имена. Тај дан , 7. септембар, је дан бразилске независности. Стадион је тренутно у власништву Америка Минеиро али је изнајмљен Минас Жераису на двадесет година као противулуга помоћи рушења старог и градње новог стадиона.

## Историја стадиона
За светско првенство 1950. године одигране су укупно три утакмице. Југославија је своју прву утакмицу на Светском првенству 1950. године одиграла на овом стадиону, против репрезентације Швајцарске и победила са резултатом 3:0.
| 25. јун 1950. 18:00                       |            |            |                                                                        |
| Југославија                               | 3–0        | Швајцарска | Бело Оризонте Индепенденција Судија: Галети (Италија) Гледалаца: 8.000 |
| Митић 58’, · Томашевић 78’, · Огњанов 84’ | (Извештај) |            | Бело Оризонте Индепенденција Судија: Галети (Италија) Гледалаца: 8.000 |

Један од најпознатијих изнанеђење на светским првенствима је пораз Енглеза од Сједињених држава од 1:0
| 29. јун 1950. 18:00 |            |          |                                                                         |
| Сједињене Државе    | 1–0        | Енглеска | Бело Оризонте Индепенденција Судија: Датило (Италија) Гледалаца: 10.000 |
| Гетџинс 38’         | (Извештај) |          | Бело Оризонте Индепенденција Судија: Датило (Италија) Гледалаца: 10.000 |

На овом стадиону је такође играо Уругвај и једном од рекордних победа од 8:0 победио Боливију.
| 2. јул 1950. 18:00                                                          |            |          |                                                                        |
| Уругвај                                                                     | 8–0        | Боливија | Бело Оризонте Индепенденција Судија: Ридер (Енглеска) Гледалаца: 5.000 |
| Мигез 14’, 40’, 51’ · Скијафино 17’, 53’ · Видал 18’ · Перез 83’ · Гиђа 87’ | (Извештај) |          | Бело Оризонте Индепенденција Судија: Ридер (Енглеска) Гледалаца: 5.000 |

### Реновирање стадиона
Свлачионице стадиона су реновиране, и нови стадион је изграђен да буде домаћин фудбалском клубу Атлетико Минеиро и Америка Минеиро док је стадион Минеирао пролазио кроз реконструкцију да би угостио светско првенство 2014. године. Током реконструкције стадиона сва три тима из Бело Оризонтеа су утакмице играла као домаћини на стадиону Арена до Жакаре у оближњем граду Сете Лагоас.
Реконструкција стадиона је завршена 2012. године и клубови су се вратили на своје стадионе.